# Angels Advocate Tour
L'Angels Advocate Tour è il settimo tour di concerti della cantautrice statunitense Mariah Carey. La tournée consistette in 26 concerti, concentrati principalmente negli Stati Uniti e in Canada, con tappe singole in Egitto, Brasile e a Singapore. Il tour cominciò il 31 dicembre 2009 a New York e si concluse il 26 settembre 2010 a Singapore. In Nordamerica la tournée fruttò 9,1 milioni di dollari, e gli spettacoli furono visti da 88.930 spettatori.
Mariah Carey si esibì per la prima volta in concerto in Brasile, Paese dove la sua musica ha sempre avuto molto successo, di fronte a ben 30.000 spettatori. La Carey si esibì con una scaletta diversa: cantò "I Still Believe", richiesta dei fan via internet, e "I Want to Know What Love Is" alla fine del concerto, canzone che nella sua versione rimase 27 settimane alla posizione numero 1 della classifica brasiliana.
A Singapore la cantante si esibì di fronte a una folla di 50.000 spettatori in occasione del Gran Premio di Formula 1 2010.

## La nascita del tour
Già dopo i concerti promozionali al Pearl Concert Theater di Mariah Carey, i media statunitensi cominciarono a pronosticare il futuro tour nelle arene della diva americana. Il tour fu annunciato ufficialmente nel dicembre 2009 sul sito ufficiale e sull'account di Twitter della Carey. Il titolo della tournée, Angels Advocate Tour, si riferisce all'album promosso allora dalla Carey, Memoirs of an Imperfect Angel, e alla canzone in esso contenuta "Angels Cry", che venne remixata in forma di duetto con Ne-Yo e pubblicata come singolo durante lo svolgersi della tournée. Si tratta del primo tour della Carey a distanza di quasi quattro anni dal The Adventures of Mimi Tour del 2006. Inizialmente furono annunciati concerti solo in Nordamerica, più un concerto privato in Egitto.

## Recensioni
Le recensioni a questo tour furono prevalentemente positive, particolarmente nei confronti delle doti vocali della Carey. The Palm Beach Post definì la voce della cantante come "solida, sicura e, come sempre, straordinariamente naturale". Il Detroit date for Pride Source scrisse: "Si va a un concerto di Mariah Carey per essere in presenza estatica di una super-diva, e non per assistere a spettacoli circensi o dalle agili mosse di danza di chi si esibisce. La spettacolarità si cela nella sua voce, uno strumento formidabile dalle molte ottave, in funzione per 95 minuti durante il suo "Angels Advocate Tour" lunedì al Fox Theatre di Detroit." Lauren Carter del Boston Herald scrisse: "'My All', 'Fly Like a Bird' con le sue note gospel e la hit di inizio carriera 'Emotions' sono state tutte delle cannonate che sfoggiavano i toni fumosi, i trilli soul e gli acuti altissimi che sono diventati il suo marchio di fabbrica". Molti lodarono il canto della Carey nonostante un recente raffreddore; Toronto Now titolava: 'Mariah combatte il raffreddore al concerto di Toronto', commentando come fosse "una prova del suo talento vocale il fatto che Mariah sia riuscita a sfoderare tutte le sue cinque ottave nel corso della serata".
Ad essere apprezzata è stata anche la scelta dei brani, in particolare il medley tra "Love Hangover" di Diana Ross e "Heartbreaker" e le canzoni finali "We Belong Together" e "Hero". MTV scrisse: "Per tutta la serata le sue battute tra una canzone e l'altra erano leggere, oneste e assolutamente lucide, in netto contrasto con le sparate che le sono state recentemente attribuite. La sua connessione intima con i fan era palpabile dall'inizio alla fine." Il Los Angeles Times scrisse: "Il suo trasparente mix di talento vocale e carisma fa piacevolmente rétro". Sarah Rodman del Boston Globe scrisse che lo show era "esattamente quel mix di divismo e leggerezza che rende la Carey attraente per i suoi fan, all'opera per rendere l'ora e quaranta minuti di concerto un'accattivante commistione di scintille, frivolezze e ginnastica vocale."

## Scaletta

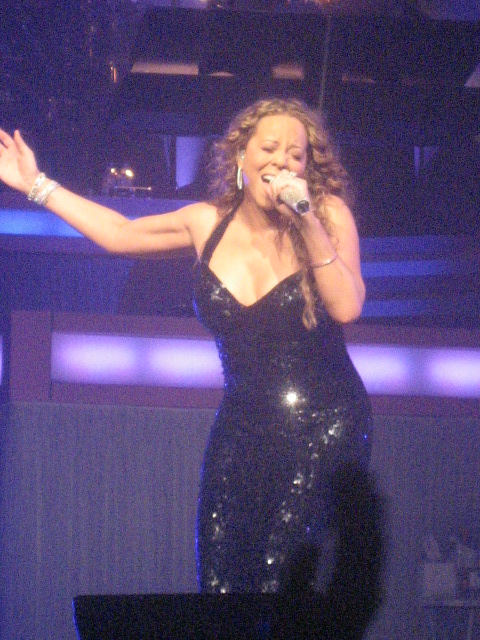
Mariah Carey interpreta "We Belong Together" durante il tour.

Questa scaletta riporta le canzoni interpretate a Ledyard, Connecticut.
1. Intro: "Butterfly" / "Daydream Interlude"
2. "Shake It Off"
3. "Touch My Body"
4. "Fly like a Bird"
5. "Make It Happen"
6. "Angels Cry"
7. "Subtle Invitation"
8. "Always Be My Baby"
9. "It's like That"
10. "The Impossible"
11. Interludio: "Rock with You" (interpretata da Trey Lorenz)
12. "Love Hangover" / "Heartbreaker"
13. "Honey"
14. "It's a Wrap"
15. "My All"
16. "Emotions"
17. "Up Out My Face"
18. "Obsessed"
19. "We Belong Together"
20. "Hero"

Note:
- "All I Want for Christmas Is You", "Fantasy", "Auld Lang Syne", "Migrate" e "More Than Just Friends" furono interpretate al concerto della veglia di Capodanno il 31 dicembre a New York.[17]
- Durante il concerto di Toronto, Mariah cantò "100%", canzone di sostegno agli atleti americani durante le Olimpiadi invernali 2010, di cui fu filmato il videoclip live.[18]

## Concerti
| Data              | Città             | Paese       | Luogo                           | Artista di apertura | Spettatori      | Incasso     |
| Nordamerica       | Nordamerica       | Nordamerica | Nordamerica                     | Nordamerica         | Nordamerica     | Nordamerica |
| ----------------- | ----------------- | ----------- | ------------------------------- | ------------------- | --------------- | ----------- |
| 31 dicembre 2009  | New York          | Stati Uniti | Madison Square Garden           | Trey Songz          | 11,534 / 11,831 | $1,224,734  |
| 2 gennaio 2010    | Atlantic City     | Stati Uniti | Borgata Events Center           | RydazNrtisT         | N.D.            | N.D.        |
| 15 gennaio 2010   | Ledyard           | Stati Uniti | MGM Grand Theater               | RydazNrtisT         | N.D.            | N.D.        |
| 16 gennaio 2010   | Ledyard           | Stati Uniti | MGM Grand Theater               | RydazNrtisT         | N.D.            | N.D.        |
| 19 gennaio 2010   | Atlanta           | Stati Uniti | Fox Theatre                     | RydazNrtisT         | 2,833 / 3,719   | $305,940    |
| 21 gennaio 2010   | Miami             | Stati Uniti | Hard Rock Live                  | RydazNrtisT         | 5,770 / 5,770   | $527,640    |
| 25 gennaio 2010   | Detroit           | Stati Uniti | Fox Theatre                     | RydazNrtisT         | 3,828 / 4,842   | $284,642    |
| 27 gennaio 2010   | Washington        | Stati Uniti | DAR Constitution Hall           | RydazNrtisT         | 2,430 / 3,166   | $216,247    |
| 30 gennaio 2010   | Boston            | Stati Uniti | Wang Theatre                    | RydazNrtisT         | N.D.            | N.D.        |
| 1 febbraio 2010   | Upper Darby       | Stati Uniti | Tower Theater                   | RydazNrtisT         | 2,466 / 3,116   | $216,675    |
| 4 febbraio 2010   | Montréal          | Canada      | Bell Centre                     | RydazNrtisT         | 3,806 / 4,750   | $400,275    |
| 6 febbraio 2010   | Ottawa            | Canada      | Scotiabank Place                | RydazNrtisT         | 2,443 /3,100    | $210,220    |
| 9 febbraio 2010   | Toronto           | Canada      | Air Canada Centre               | RydazNrtisT         | 6,250 / 8,000   | $658,074    |
| 10 febbraio 2010  | Columbus          | Stati Uniti | Value City Arena                | RydazNrtisT         | N.D.            | N.D.        |
| 13 febbraio 2010  | Chicago           | Stati Uniti | Chicago Theatre                 | RydazNrtisT         | 7,034 / 7,034   | $726,591    |
| 14 febbraio 2010  | Chicago           | Stati Uniti | Chicago Theatre                 | RydazNrtisT         | 7,034 / 7,034   | $726,591    |
| 17 febbraio 2010  | Houston           | Stati Uniti | Verizon Wireless Theater        | RydazNrtisT         | 2,505 / 2,627   | $247,668    |
| 18 febbraio 2010  | Dallas            | Stati Uniti | Nokia Live at Grand Prairie     | RydazNrtisT         | 5,357 / 6,301   | $347,544    |
| 20 febbraio 2010  | Phoenix           | Stati Uniti | Dodge Theatre                   | RydazNrtisT         | 4,860 / 4,860   | $319,355    |
| 23 febbraio 2010  | Los Angeles       | Stati Uniti | Gibson Amphitheatre             | RydazNrtisT         | 10,741 / 11,882 | $1,107,515  |
| 24 febbraio 2010  | Los Angeles       | Stati Uniti | Gibson Amphitheatre             | RydazNrtisT         | 10,741 / 11,882 | $1,107,515  |
| 26 febbraio 2010  | Oakland           | Stati Uniti | Oracle Arena                    | RydazNrtisT         | 7,532 / 7,788   | $702,953    |
| 27 febbraio 2010  | Las Vegas         | Stati Uniti | The Colosseum at Caesars Palace | RydazNrtisT         | 4,053 / 4,053   | $552,188    |
| Africa            |                   |             |                                 |                     |                 |             |
| 17 maggio 2010    | Necropoli di Giza | Egitto      | Piramidi                        |                     |                 |             |
| Sudamerica        |                   |             |                                 |                     |                 |             |
| 21 agosto 2010    | Barretos          | Brasile     | Festa do Peão de Boiadeiro      | 30.000/30.000       |                 |             |
| Asia              |                   |             |                                 |                     |                 |             |
| 26 settembre 2010 | Singapore         | Singapore   | Marina Bay Street Circuit       | 50.000/50.000       |                 |             |

## Concerti cancellati
| Data             | Città       | Paese       | Luogo               | Motivo    |
| ---------------- | ----------- | ----------- | ------------------- | --------- |
| 16 febbraio 2010 | Minneapolis | Stati Uniti | Northrop Auditorium | Influenza |